# Aleksiej Stiecki
Aleksiej Iwanowicz Stiecki (ros. Алексе́й Ива́нович Сте́цкий, ur. 3 lutego?/15 lutego 1896 we wsi Borowszczina w guberni smoleńskiej, zm. 1 sierpnia 1938) – radziecki działacz partyjny i dziennikarz.

## Życiorys
Od 1915 studiował w Petersburskim Instytucie Politechnicznym (nie ukończył), 1915 wstąpił do SDPRR(b), został aresztowany i zesłany do Permu. W 1917 członek Wyborskiego Komitetu SDPRR(b), 1918–1920 pracownik polityczny i sztabowy Armii Czerwonej, 1921-1923 studiował w Instytucie Czerwonej Profesury. Od 31 maja 1924 do 2 grudnia 1927 członek Centralnej Komisji Kontrolnej RKP(b)/WKP(b), 1925 redaktor gazety "Komsomolskaja prawda", 1926-1929 członek Północno-Zachodniego Biura KC WKP(b), kierownik Wydziału Prasy tego biura, kierownik Wydziału Agitacji i Propagandy Leningradzkiego Gubernialnego/Obwodowego Komitetu WKP(b). Od 19 grudnia 1927 do 26 kwietnia 1938 członek KC WKP(b), od 19 listopada 1929 do 5 stycznia 1930 kierownik Wydziału Agitacji, Propagandy i Prasy KC WKP(b), od 5 stycznia 1930 do lutego 1934 kierownik Wydziału Kultury i Propagandy KC WKP(b), od 10 lutego 1934 do 26 kwietnia 1938 członek Biura Organizacyjnego KC WKP(b). Od 10 marca 1934 do 13 maja 1935 kierownik Wydziału Kultury i Propagandy Leninizmu KC WKP(b), od 1934 do 26 kwietnia 1938 redaktor naczelny pisma "Bolszewik", od 13 maja 1935 do 26 kwietnia 1938 kierownik Wydziału Propagandy Partyjnej i Agitacji KC WKP(b). Deputowany do Rady Najwyższej ZSRR 1 kadencji.
26 kwietnia 1938 aresztowany, 1 sierpnia 1938 skazany na śmierć przez Wojskowe Kolegium Sądu Najwyższego ZSRR pod zarzutem zdrady Ojczyzny i udziału w kontrrewolucyjnej organizacji terrorystycznej, następnie rozstrzelany. 2 czerwca 1956 pośmiertnie zrehabilitowany.